# The Black Velvet Band
The Black Velvet Band (Det svarta sammetsbandet), Roud 2146, är en irländsk folkvisa. Den lär vara skriven av okänd författare i mitten av 1800-talet.
Texten handlar om en ung man i Belfast, Nordirland, som går till en bar och träffar en kvinna som har håret uppsatt med ett svart sammetsband. Kvinnan tar ett fickur av en äldre herre i baren och placerar det i handen på mannen, varvid han grips av vakten. Dagen efter döms han i domstolen till sju års deportering till Tasmanien som i sången kallas Van Diemens Land, vilket var en vanlig benämning på ön förr i tiden.
Texten finns i olika lokala varianter men handlingen är ungefär densamma i de flesta versioner.
Sången har spelats in av flera olika band och sångare. Den tidigaste kända inspelningen hittades av en samlare i Hampshire och är från 1917. 
Andra kända inspelningar:
- The Irish Rovers, albumet The Unicorn.
- The Dubliners, albumet UK Singles chart.
- Ewan MacColl
- Dropkick Murphys, albumet Blackout
- Four to the Bar, albumet Craic on the Road
- Bill Monroe ("Girl In The Blue Velvet Band")
- Brobdingnagian Bards, albumet The Holy Grail of Irish Drinking Songs.
- Bakerloo, albumet Here's To The Irish, Vol. 2.
- The High Kings,albumet The High Kings.
- Seamus Kennedy, albumet By Popular Demand.
- The Blackwater Boys,albumet Irish Drinking Songs Vol. 2.
- Martin Lignell har gjort en svensk översättning, Silkesbandet, på skivan Levande Krabbor - Irländska på Svenska.